# Erythmelus
Erythmelus is een geslacht van vliesvleugeligen uit de familie Mymaridae. De wetenschappelijke naam van dit geslacht is voor het eerst geldig gepubliceerd in 1909 door Enock.

## Soorten
Het geslacht Erythmelus omvat de volgende soorten:
- Erythmelus agilis (Enock, 1909)
- Erythmelus amperei Girault, 1938
- Erythmelus angelovi Donev, 1985
- Erythmelus angustatus Ogloblin, 1934
- Erythmelus brachialis Ogloblin, 1934
- Erythmelus brevifuniculatus Li, Lin & Hu
- Erythmelus burtik Triapitsyn, 2007
- Erythmelus cinctus Girault, 1938
- Erythmelus cingulatus Ogloblin, 1934
- Erythmelus clavatus Ogloblin, 1934
- Erythmelus coviellai Triapitsyn, 2007
- Erythmelus emersoni (Girault, 1920)
- Erythmelus fidalgoi Triapitsyn, 2007
- Erythmelus flavovarius (Walker, 1846)
- Erythmelus funiculi (Annecke & Doutt, 1961)
- Erythmelus gak Triapitsyn, 2007
- Erythmelus gracilis (Howard, 1881)
- Erythmelus helopeltidis Gahan, 1949
- Erythmelus hirtipennis Ogloblin, 1934
- Erythmelus israelensis Viggiani & Jesu, 1985
- Erythmelus kantii (Girault, 1912)
- Erythmelus klopomor Triapitsyn, 2007
- Erythmelus kostjukovi Triapitsyn, 2003
- Erythmelus logarzoi Triapitsyn, 2007
- Erythmelus lygivorus Viggiani & Jesu, 1985
- Erythmelus magnus Triapitsyn, 2003
- Erythmelus mazzinini (Girault, 1915)
- Erythmelus mikrob Triapitsyn, 2007
- Erythmelus miridiphagus Dozier, 1937
- Erythmelus mirus Girault, 1938
- Erythmelus mudrila Triapitsyn, 2007
- Erythmelus nanus Dozier, 1937
- Erythmelus noeli (Dozier, 1932)
- Erythmelus nuinu Triapitsyn, 2003
- Erythmelus painei (Girault, 1912)
- Erythmelus panis (Enock, 1909)
- Erythmelus pastoralis Ogloblin, 1934
- Erythmelus pauciciliatus Girault, 1938
- Erythmelus picinus (Girault, 1915)
- Erythmelus podaypodnos Triapitsyn, 2007
- Erythmelus psallidis Gahan, 1937
- Erythmelus quadrimaculatus Girault, 1920
- Erythmelus reductus Triapitsyn, 2003
- Erythmelus rex (Girault, 1911)
- Erythmelus rosascostai Ogloblin, 1934
- Erythmelus soykai Donev, 1998
- Erythmelus spinozai (Girault, 1913)
- Erythmelus superbus Girault, 1920
- Erythmelus teleonemiae (Subba Rao, 1984)
- Erythmelus tingitiphagus (Soares, 1941)
- Erythmelus toreador Triapitsyn, 2007
- Erythmelus vanheldeni Triapitsyn, 2003
- Erythmelus verticillatus Ogloblin, 1934
- Erythmelus vladimir Triapitsyn & Fidalgo, 2001
- Erythmelus yuzhanin Triapitsyn, 2008